# Lullaby (Jewel)
Lullaby è il settimo album in studio della cantautrice statunitense Jewel, pubblicato nel 2009.

## Tracce
1. Raven – 4:07
2. All the Animals – 2:46
3. Sweet Dreams for You – 4:16
4. Twinkle Twinkle Little Star – 3:04
5. Circle Song – 3:47
6. The Cowboy's Lament – 3:59
7. Day Dream Land – 3:10
8. Sov Gott (Sleep Well) – 4:44
9. Dreamer – 4:23
10. Forever and a Day (Always) – 3:15
11. Gloria – 6:09
12. Somewhere Over the Rainbow – 4:25
13. Angel Standing By – 2:45
14. Simple Gifts – 2:47
15. Brahms Lullaby – 4:45